# Ingeniero Maschwitz
Ingeniero Maschwitz är en ort i Argentina.   Den ligger i provinsen Buenos Aires, i den centrala delen av landet, 40 km nordväst om huvudstaden Buenos Aires. Ingeniero Maschwitz ligger 12 meter över havet och antalet invånare är 12 162.
Terrängen runt Ingeniero Maschwitz är mycket platt. Runt Ingeniero Maschwitz är det tätbefolkat, med 913 invånare per kvadratkilometer.. Närmaste större samhälle är Pilar, 17,9 km väster om Ingeniero Maschwitz.
Runt Ingeniero Maschwitz är det i huvudsak tätbebyggt.